# Nurse Jackie
Nurse Jackie ou Jackie au Québec est une série télévisée américaine en 80 épisodes de 26 minutes créée par Linda Wallem, Evan Dunsky et Liz Brixius, diffusée simultanément entre le 8 juin 2009 et le 28 juin 2015 sur Showtime aux États-Unis et sur The Movie Network au Canada.
En France, la série est diffusée depuis le 1er avril 2010 sur Canal+ ainsi que depuis novembre 2011 sur Téva et aussi sur Canal+ Séries, en Belgique, depuis le 27 mai 2010 sur Be Séries, au Québec, depuis le 4 novembre 2010 sur AddikTV et en Suisse, depuis le 22 mai 2011 sur RTS Un.

## Synopsis
Infirmière au sein des urgences d'un hôpital new-yorkais assez difficile, Jackie a du mal à équilibrer sa vie professionnelle agitée et sa vie personnelle désastreuse. Obstinée et brillante, elle se bat pour affronter les cas les plus difficiles. Seulement pour pouvoir supporter physiquement tous ces tracas quotidiens, elle consomme plusieurs médicaments et est notamment dépendante au Vicodin.

## Distribution

### Acteurs principaux
- Edie Falco (VF : Anne Jolivet) : Jackie Peyton, infirmière
- Eve Best (VF : Marjorie Frantz) : Dr Eleanor O'Hara, meilleure amie de Jackie (principale saisons 1 à 4, récurrente saison 5 et invitée saison 7)
- Merritt Wever (VF : Catherine Desplaces) : Zoey Barkow, infirmière stagiaire de Jackie puis infirmière en chef
- Paul Schulze (VF : Pierre-François Pistorio) : Eddie Walzer, pharmacien et amant puis compagnon de Jackie
- Peter Facinelli (VF : Sébastien Desjours) : Dr Fitch « Coop » Cooper, docteur en manque de reconnaissance
- Haaz Sleiman (VF : Fabien Jacquelin) : Mohammed « Mo-Mo » de la Cruz, infirmier et ami de Jackie (saison 1)
- Anna Deavere Smith (VF : Julie Carli) : Mme Gloria Akalitus, chef du personnel
- Dominic Fumusa (VF : Mathieu Buscatto) : Kevin Peyton, mari de Jackie puis ex-mari
- Bobby Cannavale (VF : Jean-Louis Faure) : Dr Mike Cruz (principal saison 4 + 2 ép. saison 5)
- Adam Ferrara (VF : Pierre-Jean Cherer) : Frank Verelli (récurrent saison 5, principal saison 6)
- Morris Chestnut (VF : Serge Faliu) : Dr Ike Prentiss (récurrent saison 5, principal saison 6)
- Betty Gilpin (VF : Philippa Roche) : Dr Carrie Roman (récurrente saison 5, principale saisons 6 et 7)

### Acteurs récurrents
- Ruby Jerins (en) (VF : Alice Orsat) : Grace Peyton, fille de 10 ans de Jackie (saisons 1 à 7)
- Daisy Tahan (en) (VF : Jeanne Orsat) : Fiona Peyton #1, fille de 7 ans de Jackie (saison 1)
- Mackenzie Aladjem (VF : Jeanne Orsat) : Fiona Peyton #2, fille de 7 ans de Jackie (saisons 2 à 7)
- Stephen Wallem (en) (VF : Jérôme Wiggins) : Thor, infirmier (saisons 1 à 7)
- Lenny Jacobson (en) (VF : Fabrice Lelyon) : Lenny (saisons 1 à 5)
- Michael Buscemi (VF : Fabrice Lelyon) : « Dieu » (l'homme qui crie de sa fenêtre) (saisons 1 à 5, invité saison 7)
- Elizabeth Marvel (VF : Laure Sabardin) : Ginny Flynn (saison 1)
- Cassady Leonard (VF : Manon Corneille) : Kaitlynn Flynn (saison 1)
- Arjun Gupta (VF : Sylvain Agaësse) : Sam, intérimaire (invité saison 1, récurrent saisons 2 à 5)
- William Watkins (VF : Pascal Vilmen) : auxiliaire médical (saisons 2 et 3)
- Bill Sage (VF : Guillaume Orsat) : Bill (saisons 2 et 3)
- Julia Ormond (VF : Brigitte Bergès) : Sarah Khouri (saison 2)
- Jaimie Alexander (VF : Hélène Bizot) : Tunie Peyton (saison 3)
- Gbenga Akinnagbe (VF : Raphaël Cohen) : Kelly Slater (saisons 3 et 4)
- Jake Cannavale (en) (VF : Juan Llorca) : Charlie Cruz (saison 4)
- Laura Silverman (en) (VF : Josy Bernard) : Laura (saison 4)
- Marcy Harriell : Marta (saison 5)
- Julie White (VF : Frédérique Tirmont) : Antoinette (saison 6)
- Michael Esper (VF : Thibaut Lacour) : Gabe (récurrent saison 6, invité saison 7)
- Deirdre O'Connell (VF : Catherine Artigala) : Helen (saison 6)
- Julia Goldani Telles (VF : Léopoldine Serre) : Mandy (saison 6)
- Laura Benanti (VF : Marie Zidi) : Mia (saison 6)
- Zach Rand (VF : Gabriel Bismuth-Bienaimé) : Tommy (saison 6)
- Tony Shalhoub (VF : Michel Papineschi) : Dr Bernard Prince (saison 7)
- Jeremy Shamos (VF : Jean-Pol Brissart) : Johanes Karlsen (saison 7)
- Mark Feuerstein (VF : Denis Laustriat) : Barry Wolfe (saison 7)

- Version française
  - Société de doublage : Libra Films[4],[5]
  - Direction artistique : Catherine Le Lann[4]
  - Adaptation des dialogues : Rebecca Mourguye et Joëlle Martrenchard[4]
  - Enregistrement et mixage : Cécile Tixier[4]

 Source et légende : version française (VF) sur RS Doublage et Doublage Séries Database

## Production

### Développement
En février 2008, Liz Brixius, Linda Wallem et Evan Dunsky, qui ont créé la série, la propose à Showtime. La chaîne intègre la série à sa programmation en juillet 2008 et commande douze épisodes pour la première saison,.
Le 9 juin 2009, la série a été renouvelée pour une deuxième saison de douze épisodes.
Le 25 mars 2010, après seulement la diffusion du premier épisode de la deuxième saison, la série a été renouvelée pour une troisième saison de douze épisodes.
Le 23 mai 2011, Showtime a renouvelé la série pour une quatrième saison de dix épisodes.
Le 31 mai 2012, la série a été renouvelée pour une cinquième saison de dix épisodes.
Le 6 juin 2013, la série a été renouvelée pour une sixième saison de douze épisodes.
Le 31 mars 2014, la série a été renouvelée pour une septième saison, qui sera la dernière.

### Casting
En mai 2008, la production annonce les noms de Peter Facinelli, Paul Schulze, Merritt Wever, Eve Best et Haaz Sleiman dans les rôles principaux ainsi qu'Anna Deavere Smith dans un rôle récurrent. Après le tournage du pilote, Dominic Fumusa décroche un rôle principal en novembre 2008.

### Tournage
La série est tournée à New York, aux États-Unis.

### Fiche technique
- Titre original et français : Nurse Jackie
- Titre québécois : Jackie
- Création : Linda Wallem, Evan Dunsky et Liz Brixius
- Réalisation :
- Scénario :
- Direction artistique :
- Décors :
- Costumes : Ingrid Price, Suzanne McCabe
- Photographie :
- Montage :
- Musique : générique composé par Wendy et Lisa (Wendy Melvoin et Lisa Coleman) Primetime Emmy Awards en 2010[18]
- Casting : Ross Meyerson, Julie Tucker
- Production : Brad Carpenter, Michele Giordano, Liz Flahive, Bari Halle, Allen Coulter (pilot), Jerry Kupfer (pilote)
  - Production exécutive : Liz Brixius, Caryn Mandabach, John Melfi, Linda Wallem, Richie Jackson, Mark Hudis, Christine Zander, Clyde Phillips, Tom Straw
- Société de production : Caryn Mandabach Productions, Clyde Phillips Productions, Jackson Group Entertainment, Madison Group Elevator, Lionsgate Television De Long Lumber, Showtime Networks
- Société de distribution : Showtime
- Pays d'origine :  États-Unis
- Langue originale : anglais
- Format : couleur - 35 mm - 1,78:1 - son Dolby Digital
- Genre : comédie dramatique, médical
- Durée : 26 minutes

## Épisodes
La série est constituée de sept saisons composées de douze épisodes sauf la quatrième et cinquième saison qui en comptent dix.

## Accueil

### Récompenses
- Emmy Awards 2010 : Meilleure actrice dans une série comique pour Edie Falco
- American Cinema Editors Awards 2013 : Meilleur montage d'une série de télévision de 30 minutes

## Commentaires
Tout comme le Dr Gregory House dans la série Dr House, Jackie est dépendante au Vicodin.

## Article annexe
- Psychotrope au cinéma et à la télévision